# Medicus curat, natura sanat
Medicus curat, natura sanat es un viejo aforismo en latín, que significa que el médico se preocupa mientras la naturaleza sana. 
Las variaciones en América incluyen Sanat natura, Medicus curat morbus y hay equivalentes en otros idiomas como el sarcasmo de Franklin 'Dios cura y el médico toma las Comisiones' y el de Ambroise Paré 'Je le pansai, Dieu le Guérit.' La frase se utilizó en la época medieval y la idea se remonta a autores clásicos como Galeno y Aristóteles.
Georg Groddeck hizo un acrónimo de la frase que usó como título de su libro de 1913, Nasamecu.